# Vaugines
Vaugines – miejscowość i gmina we Francji, w regionie Prowansja-Alpy-Lazurowe Wybrzeże, w departamencie Vaucluse.
Według danych na rok 1990 gminę zamieszkiwało 325 osób, a gęstość zaludnienia wynosiła 21 osób/km² (wśród 963 gmin regionu Prowansja-Alpy-W. Lazurowe Vaugines plasuje się na 554. miejscu pod względem liczby ludności, natomiast pod względem powierzchni na miejscu 584.).

## Populacja

Populacja Vaugines w latach 1962–2008